# Aphoebantus inversus
Aphoebantus inversus är en tvåvingeart som beskrevs av Axel Leonard Melander 1950. Aphoebantus inversus ingår i släktet Aphoebantus och familjen svävflugor.
Artens utbredningsområde är Utah. Inga underarter finns listade i Catalogue of Life.